# 康拉德·杜登
康拉德·亚历山大·弗里德里希·杜登（德語：Konrad Alexander Friedrich Duden，1829年1月3日—1911年8月1日）德国语言学家、教师，生于莱茵兰韦瑟尔，在伯恩学习日耳曼学，他以德语词典《杜登辞典》而知名。